# Christina Hicks
Pour les articles homonymes, voir Hicks.
Christina Chemtai Hicks est une spécialiste des sciences sociales de l'environnement britannico-kényane qui est professeure dans le groupe d'écologie politique de l'Université de Lancaster. Elle s'intéresse aux relations entre les individus, les sociétés et la nature. Elle a reçu le Prix Philip-Leverhulme de géographie en 2019.

## Formation
Hicks a obtenu son diplôme de premier cycle à l'Université de Newcastle upon Tyne, où elle s'est spécialisée dans la gestion des côtes tropicales. Elle a terminé sa recherche doctorale au Centre d'excellence du Conseil de recherche australien de l'Université James Cook pour les études sur les récifs coralliens. Après avoir obtenu son doctorat, Hicks a déménagé à l'Université de Stanford, où elle a rejoint le Center for Ocean Solutions,.

## Recherche et carrière
Hicks a étudié la santé des récifs coralliens mondiaux. Elle a montré que les récifs coralliens qui ont des écosystèmes sains se trouvaient dans des zones reculées avec une faible pression de pêche et des endroits où il y avait des niveaux élevés d'engagement local avec la gestion marine locale. D'un autre côté, les endroits avec une mauvaise gouvernance des pêches, une capture intensive et une histoire récente de catastrophe environnementale ont des récifs coralliens moins performants.
À mesure que les régimes alimentaires mondiaux deviennent plus sains et durables, les « aliments bleus » tels que le poisson peuvent avoir de faibles impacts environnementaux et sont riches en micronutriments. Hicks s'intéressait aux injustices dans la production, la distribution et la consommation des soi-disant « aliments bleus ». En 2019, Hicks a reçu une subvention de démarrage de l'ERC pour étudier la variabilité des micronutriments chez les poissons en Afrique tropicale. Elle s'intéresse à l'impact de la pression de la pêche, de l'insécurité alimentaire et du climat sur ces concentrations de nutriments, ainsi que la manière dont les concentrations de nutriments impactent les processus sociaux. Elle a démontré que les nutriments contenus dans les poissons locaux étaient plus que suffisants pour traiter les personnes souffrant de malnutrition, mais que les prises n'étaient souvent pas accessibles aux personnes les plus démunies. Elle a fait valoir qu'au lieu d'augmenter les revenus des exportations de poisson, une politique est nécessaire pour garantir que les communautés locales aient suffisamment. Hicks estime que pour lutter efficacement contre les destructions écologiques, des efforts doivent être déployés pour promouvoir une planète saine et une société juste.
Hicks est apparue dans le documentaire Netflix Seaspiracy, mais a critiqué le film pour être trompeur.

## Distinctions
Elle a reçu le prix Philip-Leverhulme de géographie en 2019.

## Publications (sélection)
- (en) Natalie C Ban, Morena Mills, Jordan Tam, Christina C Hicks, Sarah Klain, Natalie Stoeckl, Madeleine C Bottrill, Jordan Levine, Robert L Pressey, Terre Satterfield et Kai MA Chan, « A social–ecological approach to conservation planning: embedding social considerations », Frontiers in Ecology and the Environment, Wiley-Blackwell, vol. 11, no 4,‎ mai 2013, p. 194-202 (ISSN 1540-9295 et 1540-9309, OCLC 50198052, DOI 10.1890/110205).
- (en) Joshua Cinner, Cindy Huchery, M Aaron MacNeil, Nicholas A. J. Graham, Tim R McClanahan, Joseph M. Maina, Eva Maire, John N Kittinger, Christina Hicks, Camilo Mora, Edward H. Allison, Stephanie D'Agata, Andrew Hoey, David A Feary, Larry Crowder, Ivor D Williams, Michel Kulbicki, Laurent Vigliola, Laurent Wantiez, Graham J. Edgar, Rick D. Stuart-Smith, Stuart A Sandin, Alison L Green, Marah J Hardt, Maria Beger, Alan Friedlander, Stuart J Campbell, Katherine E Holmes, Shaun K. Wilson, Eran Brokovich, Andrew J Brooks, Juan J Cruz-Motta, David J Booth, Pascale Chabanet, Charlie Gough, Mark H Tupper, Sebastian Ferse, U Rashid Sumaila et David Mouillot, « Bright spots among the world’s coral reefs », Nature, NPG et Springer Science+Business Media, vol. 535, no 7612,‎ 15 juin 2016, p. 416-419 (ISSN 1476-4687 et 0028-0836, OCLC 01586310, PMID 27309809, DOI 10.1038/NATURE18607, lire en ligne).
- (en) Timothy R. McClanahan, Christina C Hicks et Emily S Darling, « Malthusian overfishing and efforts to overcome it on Kenyan coral reefs », Ecological Applications, Wiley-Blackwell, vol. 18, no 6,‎ 1er septembre 2008, p. 1516-1529 (ISSN 1051-0761 et 1939-5582, PMID 18767626, DOI 10.1890/07-0876.1).